# Igor Jurjewitsch Nikulin
Igor Jurjewitsch Nikulin (russisch Игорь Юрьевич Никулин; * 14. August 1960 in Moskau; † 7. November 2021 in Sankt Petersburg, Russland) war ein Leichtathlet, der bis 1991 für die Sowjetunion antrat, 1992 für das Vereinte Team der GUS und ab 1993 für Russland. Nikulin gehörte im Hammerwurf zu den besten Athleten seiner Zeit.

## Karriere
Igor Nikulin ist der Sohn von Juri Nikulin, dem Olympiavierten im Hammerwurf von 1964. 1979 gewann Nikulin bei den Junioreneuropameisterschaften den Titel mit 71,56 Meter. Bereits 1980 belegte Nikulin bei der sowjetischen Meisterschaft den zweiten Platz hinter Jurij Sedych und vor Sergei Litwinow. Für die sowjetische Olympiamannschaft wurden aber Sedych, Litwinow und der Este Jüri Tamm nominiert, die in dieser Reihenfolge auch die ersten drei Plätze belegten. 1981 gewann Nikulin, allerdings in Abwesenheit der drei olympischen Medaillengewinner, seinen ersten sowjetischen Meistertitel. Bei der Universiade belegte Nikulin 1981 den dritten Platz. 1982 konnte Nikulin seinen sowjetischen Meistertitel verteidigen, mit 80,14 Meter gewann er deutlich vor Litwinow. Die beiden Werfer vertraten zusammen mit Sedych die Sowjetunion bei den Europameisterschaften 1982 in Athen. Sedych gewann den Titel mit 81,66 Meter vor Nikulin mit 79,44 Meter und Litwinow.
Bei der sowjetischen Meisterschaft 1983 gewann Litwinow vor Nikulin, Sedych wurde nur Vierter. Bei den ersten Leichtathletik-Weltmeisterschaften in Helsinki gewann Litwinow vor Sedych. Dritter wurde der Pole Zdzisław Kwaśny mit 79,42 Meter, Nikulin lag am Ende mit 79,34 Meter auf dem vierten Platz. 1984 gewann Nikulin seinen dritten sowjetischen Meistertitel, wegen des Olympiaboykotts der Sowjetunion verpasste er aber erneut eine Olympiateilnahme. 1985 war Nikulins Saisonhöhepunkt die Universiade, wo er eine Bronzemedaille gewann.
Bei den Europameisterschaften 1986 in Stuttgart siegte Jurij Sedych mit neuem Weltrekord von 86,74 Meter vor Litwinow mit 85,76 Meter. Igor Nikulin gewann die Bronzemedaille mit 82,00 Meter, er hatte wiederum über zwei Meter Vorsprung vor dem viertplatzierten Gunther Rodehau. Ein Jahr später bei den Weltmeisterschaften 1987 in Rom übertrafen gleich sechs Werfer die Achtzig-Meter-Markierung. In Abwesenheit von Sedych verteidigte Litwinow seinen Titel erfolgreich. Jüri Tamm gewann Silber vor Ralf Haber und Christoph Sahner, Nikulin belegte mit 80,18 Meter den fünften Platz bei gleicher Weite zum sechstplatzierten Heinz Weis. 1988 wurden Litwinow, Sedych und Tamm für die Olympischen Spiele nominiert und gewannen in dieser Reihenfolge auch die drei Medaillen. Bei den Europameisterschaften 1990 in Split war von den drei olympischen Medaillengewinnern keiner am Start. Ihar Astapkowitsch, Andrei Abduwalijew und Igor Nikulin sollten die Sowjetunion vertreten, Abduwalijew trat aber wegen einer Verletzung nicht zur Qualifikation an. Europameister wurde Astapkowitsch vor dem Ungarn Tibor Gécsek, mit zwölf Zentimetern Rückstand auf Gécsek belegte Nikulin den dritten Platz mit einer Weite von 80,02 Meter.
Nachdem es Nikulin nie gelungen war, sich für eine sowjetische Olympiamannschaft zu qualifizieren, brachte er es 1992 mit dem Vereinten Team doch noch zu einer Olympiateilnahme. Wie 1980 und 1988 gingen erneut alle drei Medaillen in das Gebiet der nun ehemaligen Sowjetunion, hinter Abduwalijew und Astapkowitsch gewann Nikulin die Bronzemedaille mit 81,38 Meter und dreieinhalb Meter Vorsprung auf Tibor Gécsek.
Nach dem Gewinn des russischen Landesmeistertitels 1994 trat Nikulin schließlich für Russland bei den Europameisterschaften 1994 in Helsinki an, mit 78,38 Meter hatte er als Vierter zehn Zentimeter Rückstand auf Heinz Weis, der die Bronzemedaille gewann.
Nikulin übertraf 1980 als jüngster Hammerwerfer die 80-Meter-Marke und war danach über ein Jahrzehnt in der Weltklasse zu finden, seine größte Weite von 84,48 gelang ihm 1990 in Lausanne. Insgesamt gelangen ihm in zehn verschiedenen Jahren Würfe von über 80 Meter. Igor Nikulin hatte bei einer Körpergröße von 1,91 Meter ein Wettkampfgewicht von 102 Kilogramm. Neben seiner sportlichen Laufbahn hatte Nikulin studiert und wurde dann Lehrer in Sankt Petersburg.

## Platzierungen im Überblick

### Olympische Spiele
- 1992 Bronze mit 81,38 Meter

### Weltmeisterschaften
- 1983 Platz 4 mit 79,34 Meter
- 1987 Platz 5 mit 80,18 Meter

### Europameisterschaften
- 1982 Silber mit 79,44 Meter
- 1986 Bronze mit 82,00 Meter
- 1990 Bronze mit 80,02 Meter
- 1994 Platz 4 mit 78,38 Meter

### Universiaden
- 1981 Platz 3 mit 75,24 Meter
- 1985 Platz 3 mit 74,04 Meter